# Cabane de gardian
Pour les articles homonymes, voir Cabane, Gardian et Camargue (homonymie).
La cabane de gardian est, à l'origine, le logement de l'ouvrier agricole dit « gardien des taureaux » dans la Camargue du XIXe siècle et du début du XXe. C'est une chaumière au pignon-façade orienté au sud et à l'arrière en forme d'abside surmontée d'une croupe pour limiter la prise au mistral. Elle consiste en une structure de bois dont les parois et la charpente sont couverts de sagne (roseau), le faîtage étant protégé des infiltrations de la pluie par une chemise de mortier à la chaux. Le bout du chevron central de l'abside est coiffé d'une corne de taureau ou d'une croix, et sert à amarrer la toiture avec des cordes les jours de grand vent ou de tempête. 
À partir des années 1930, la cabane de gardian est revendiquée et défendue en tant que telle par l'association nation gardiane fondée en 1904 par l'écrivain et manadier Folco de Baroncelli. 

## Histoire

### Cabanes de pêcheurs duXVIesiècle

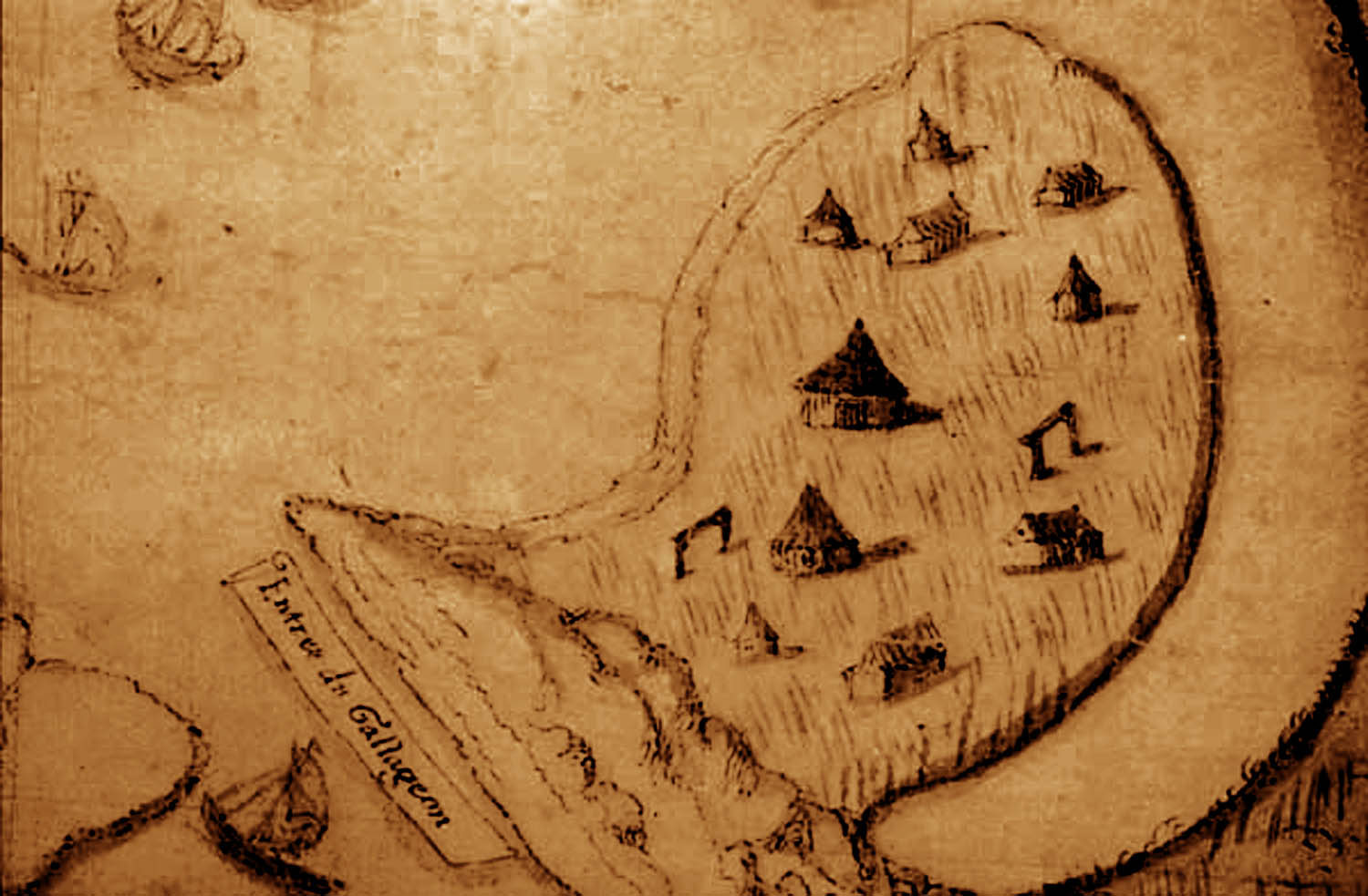
Cabanes de pêcheurs de plan circulaire voisinant avec des cabanes allongées, sur un plan de 1584.

Un plan ancien du sud-est de la Camargue en 1534 montre, à l'une des embouchures du Rhône, un groupement de cabanes dont certaines sont en longueur (à l'instar des cabanes de la première moitié du XXe siècle) tandis que d'autres sont rondes avec un toit pointu en végétaux et proches morphologiquement des cabanes de roseaux qui parsemaient au XIXe siècle le littoral languedocien et roussillonnais. 

### Cabanes de gardians du début duXXesiècle
Les cabanes de gardiens de manade étaient construites à l’aide des matériaux végétaux disponibles localement, et ce, uniquement pour des raisons de coût. Les matériaux nobles, comme la pierre, acheminés depuis les régions limitrophes, étaient réservés à la construction des mas.

Cabanes entièrement en roseau des années 1900
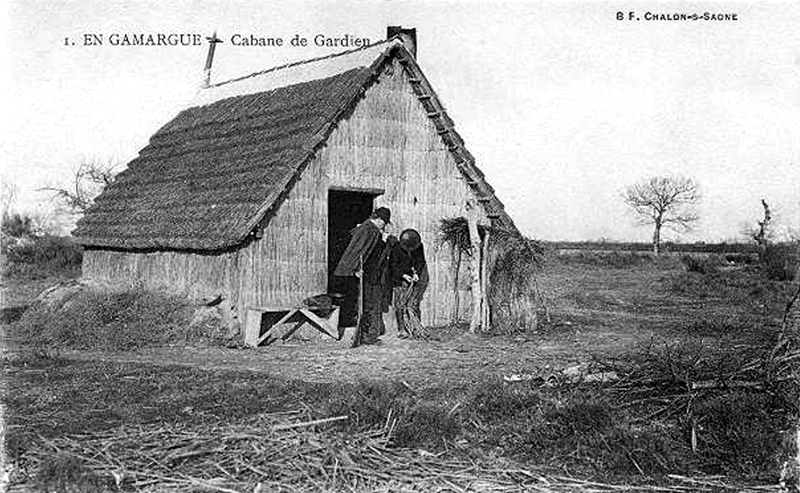
Cabane en roseau du début du XXe siècle.
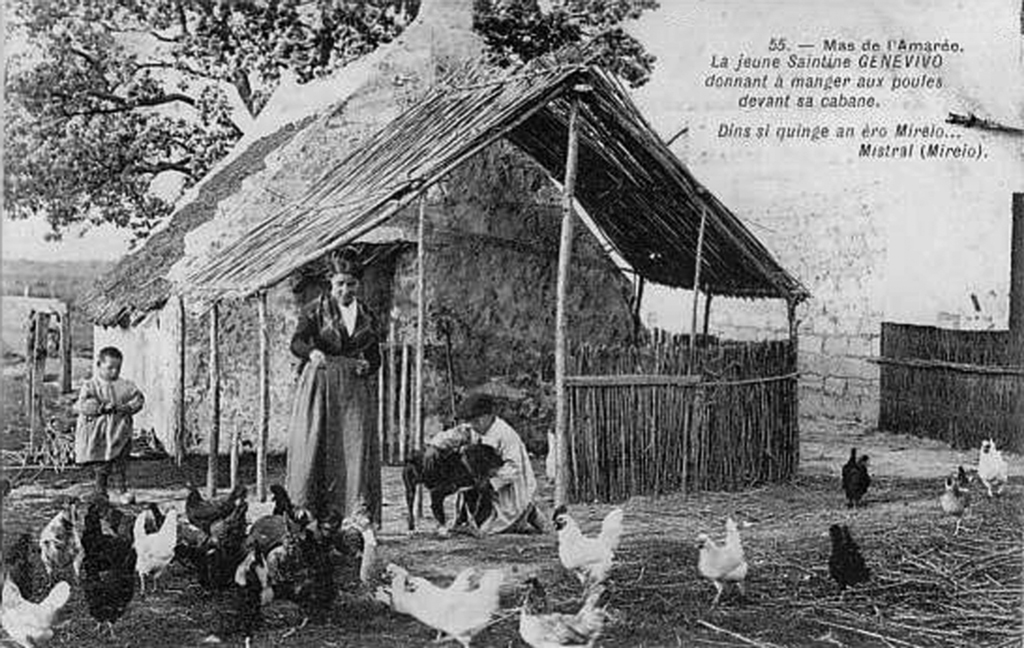
Cabane de gardian au mas de l'Amarée aux Saintes-Maries-de-la-Mer dans les années 1900.
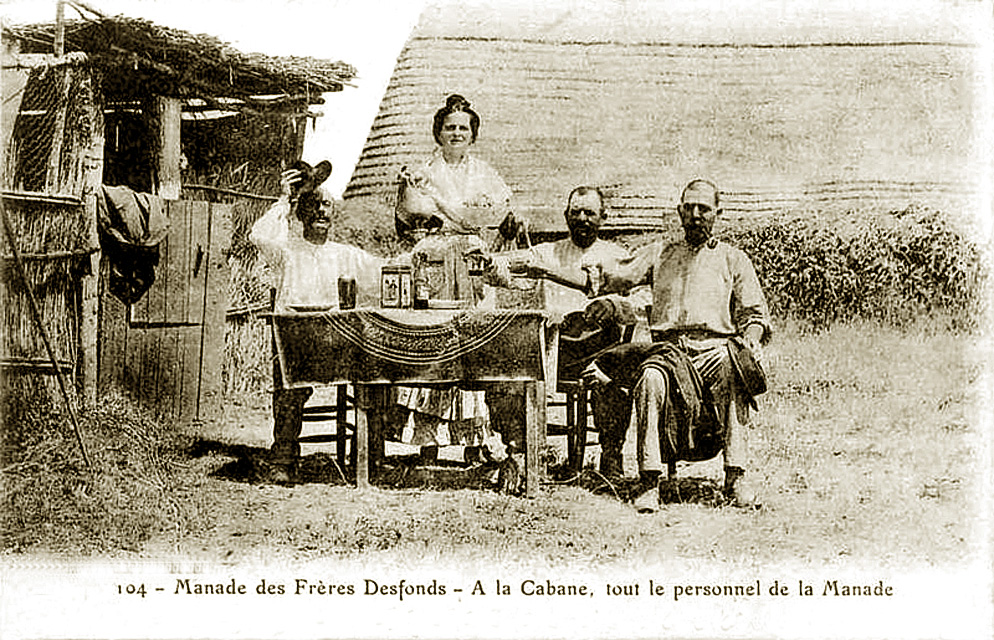
Cabane de la manade Desfonds (en fait une bergerie) aux Saintes-Maries-de-la-Mer vers 1900.

Des cabanes peu différentes servaient d'habitations permanentes ou saisonnières aux pêcheurs, bergers, agriculteurs, vanniers, sauniers, etc., qui travaillaient en Camargue. De celles-là, il ne reste que quelques clichés photographiques outre des dessins et peintures de Vincent van Gogh : le détail de leur architecture et de leur nomenclature terminologique est perdu.

Cabanes et chaumières villageoises aux Saintes-Maries-de-la-Mer en 1888
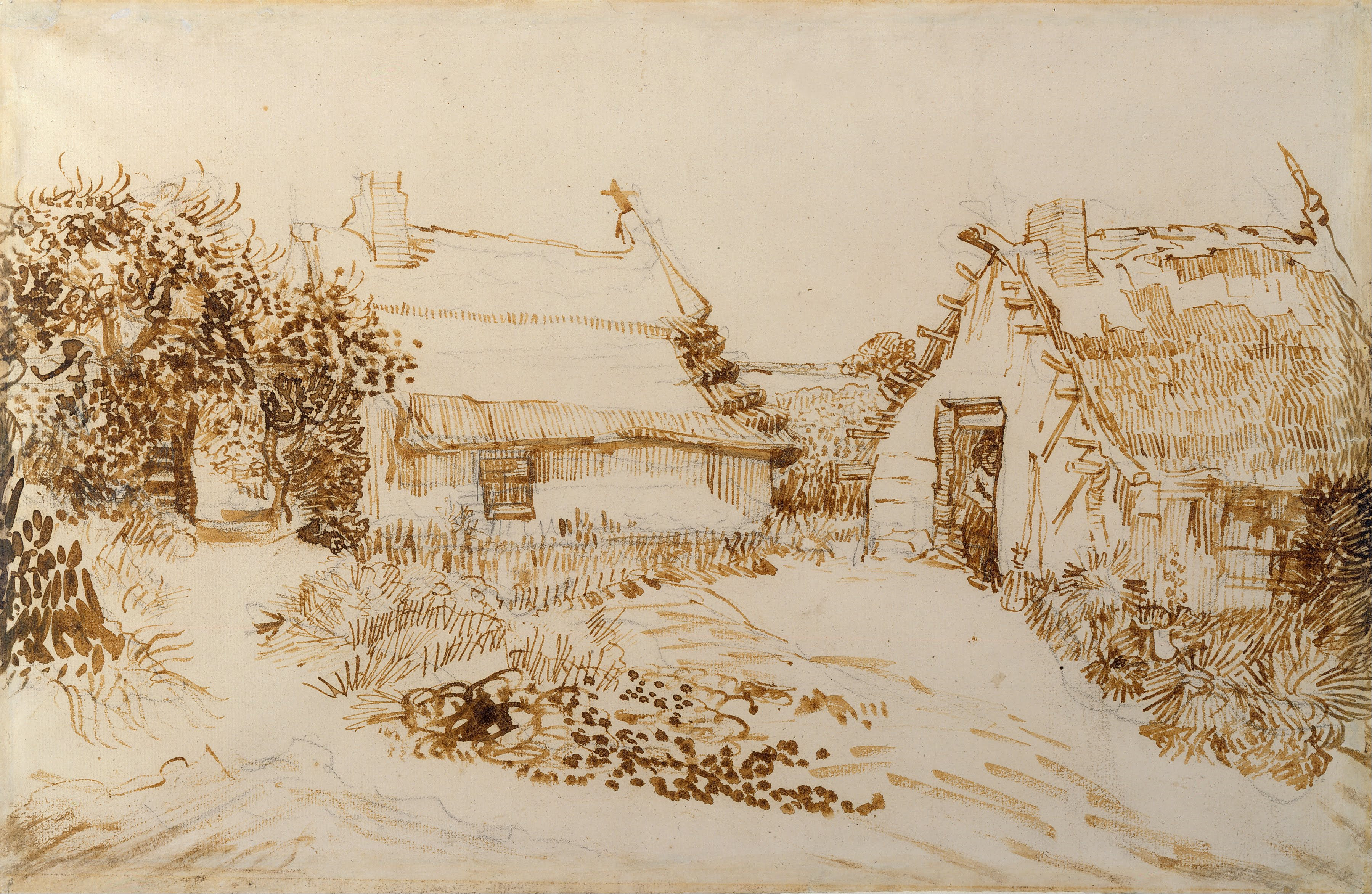
Cabanes dessinées par  Vincent van Gogh.
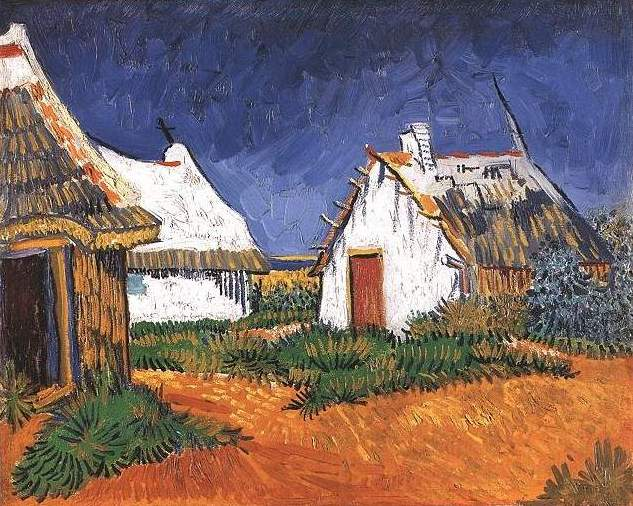
Les mêmes cabanes, peintes par Vincent van Gogh.
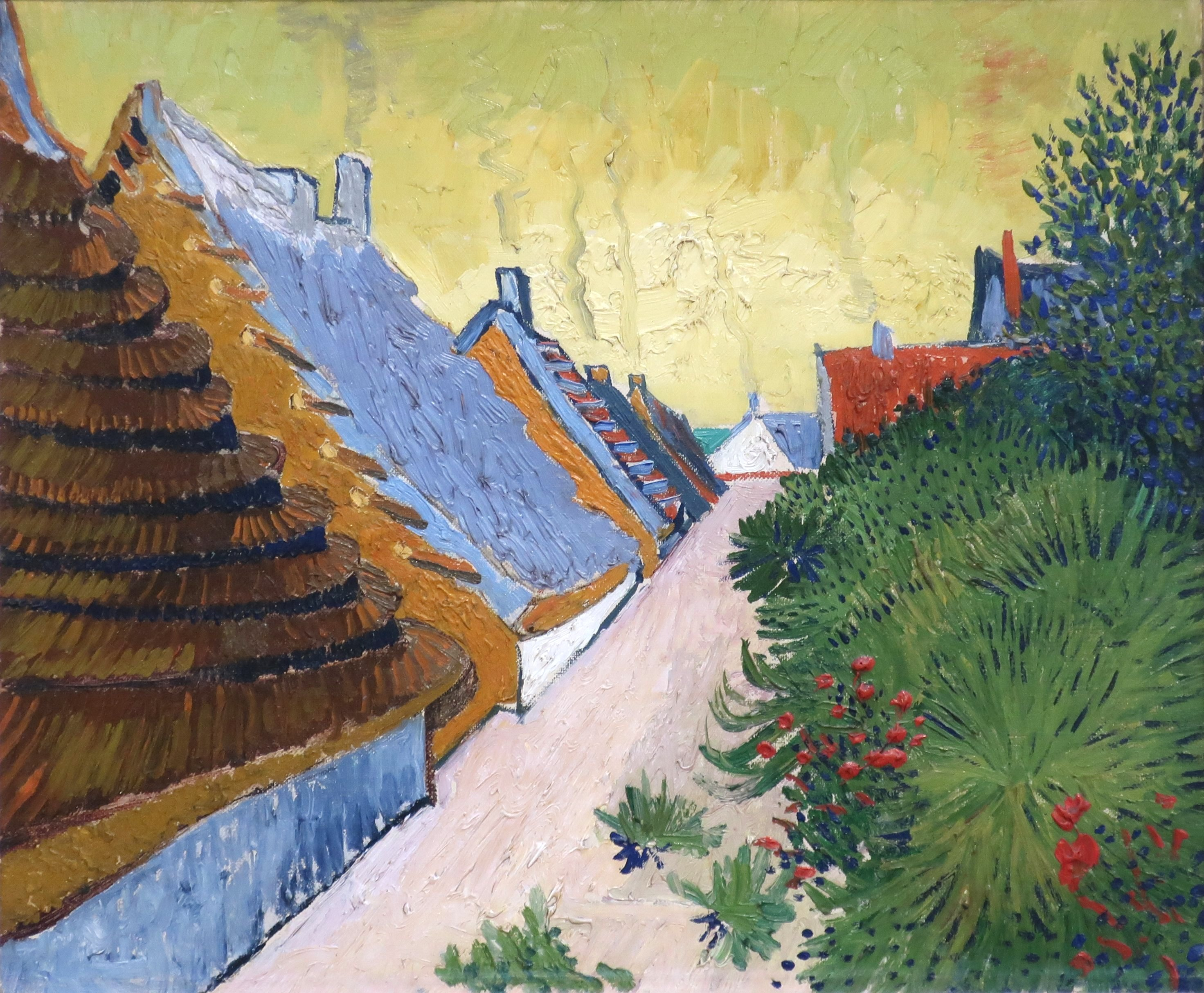
Chaumières bordant une rue, peintes par Vincent van Gogh.

La cabane de gardian du début du XXe siècle est un bâtiment d'environ 8 m de long sur 5 m de large, haut de 3 à 4 m, pour 80 à 120 m2 de surface moyenne, à la façade en pignon et à la toiture à deux versants inclinés à 45 %, qui permet un rapide écoulement des pluies, rares, mais violentes. La partie exposée au mistral est en abside et à croupe de façon à donner le moins possible de prise au vent. Enfin la sagne (roseau) couvrait la charpente et parfois les murs. 

Cabanes à façade en dur du début du XXe siècle
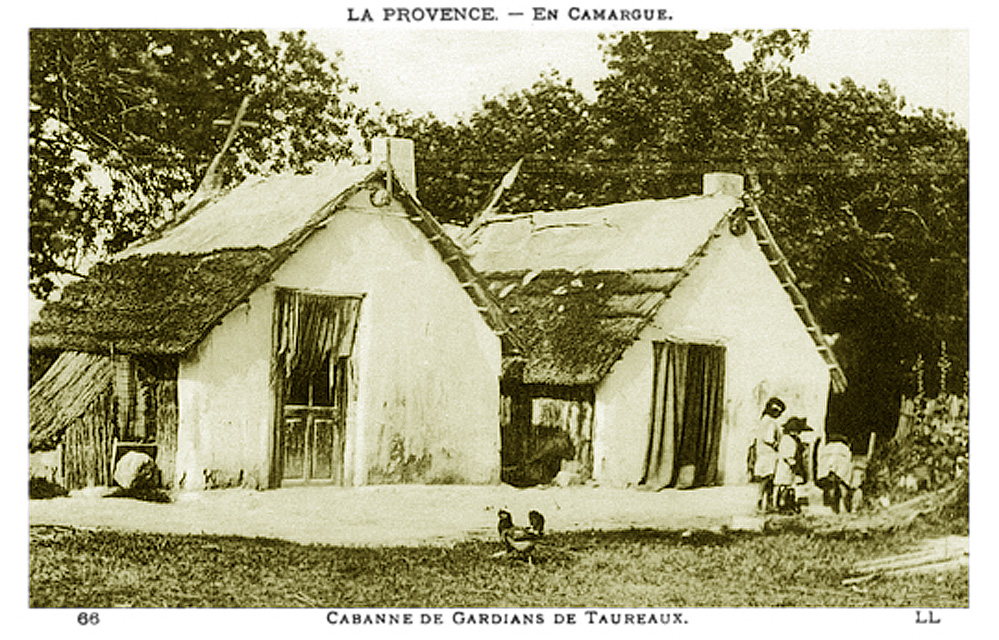
Cabanes de gardians bâties côte à côte.
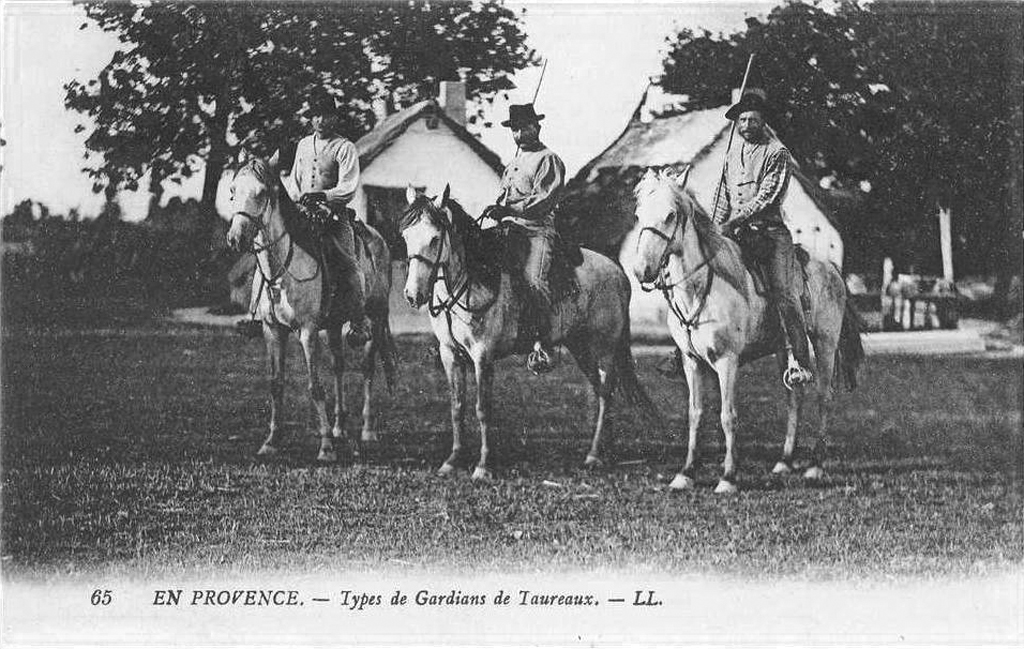
Gardians à cheval devant les deux cabanes.
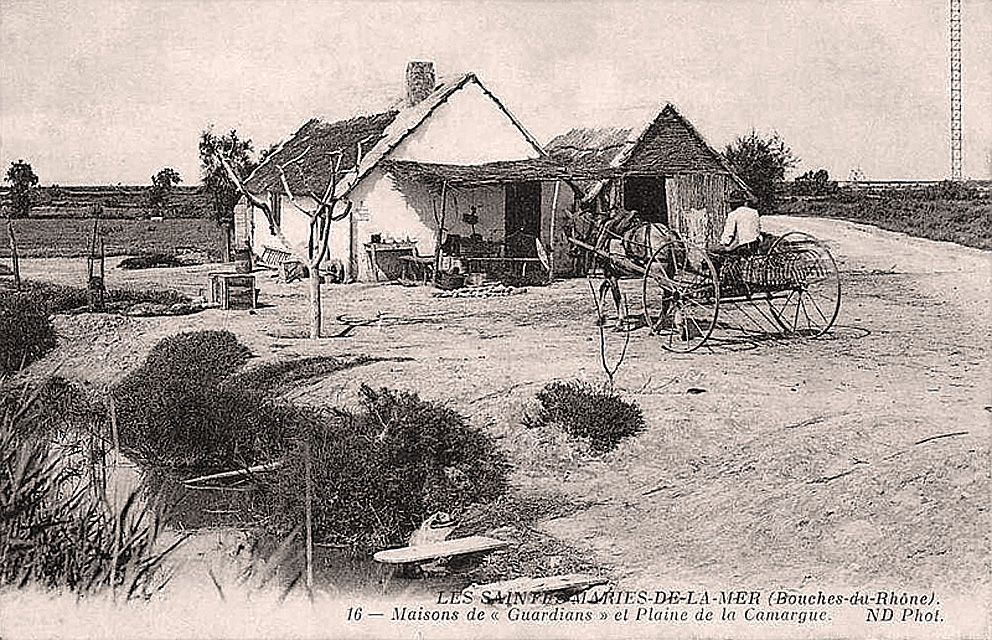
Cabane de gardian et annexe près d'une roubine[4], aux Saintes-Maries.

Elle possède une armature de piquets verticaux en bois d'ormeau supportant des pannes sablières (arenié). Sur ces dernières, s'appuient les chevrons (traveto ou travette), lesquels reposent en haut sur la panne faîtière (arenié mestre). Lorsque le pignon est en matériaux végétaux, la faîtière est soutenue par deux poteaux montant de fond, l'un à l'avant, l'autre à l'arrière ; lorsque le pignon est en pierres maçonnées, elle repose à l'apex de celui-ci et sur un poteau de fond à l'arrière. Le chevron central de la croupe dépasse systématiquement le faîte de la toiture pour se retrouver coiffé d'une corne (bano) ou barré transversalement en forme de croix. Par grand vent, pour éviter que la cabane ne se soulève, on attachait au bout saillant de ce chevron, des cordes fixées au sol.

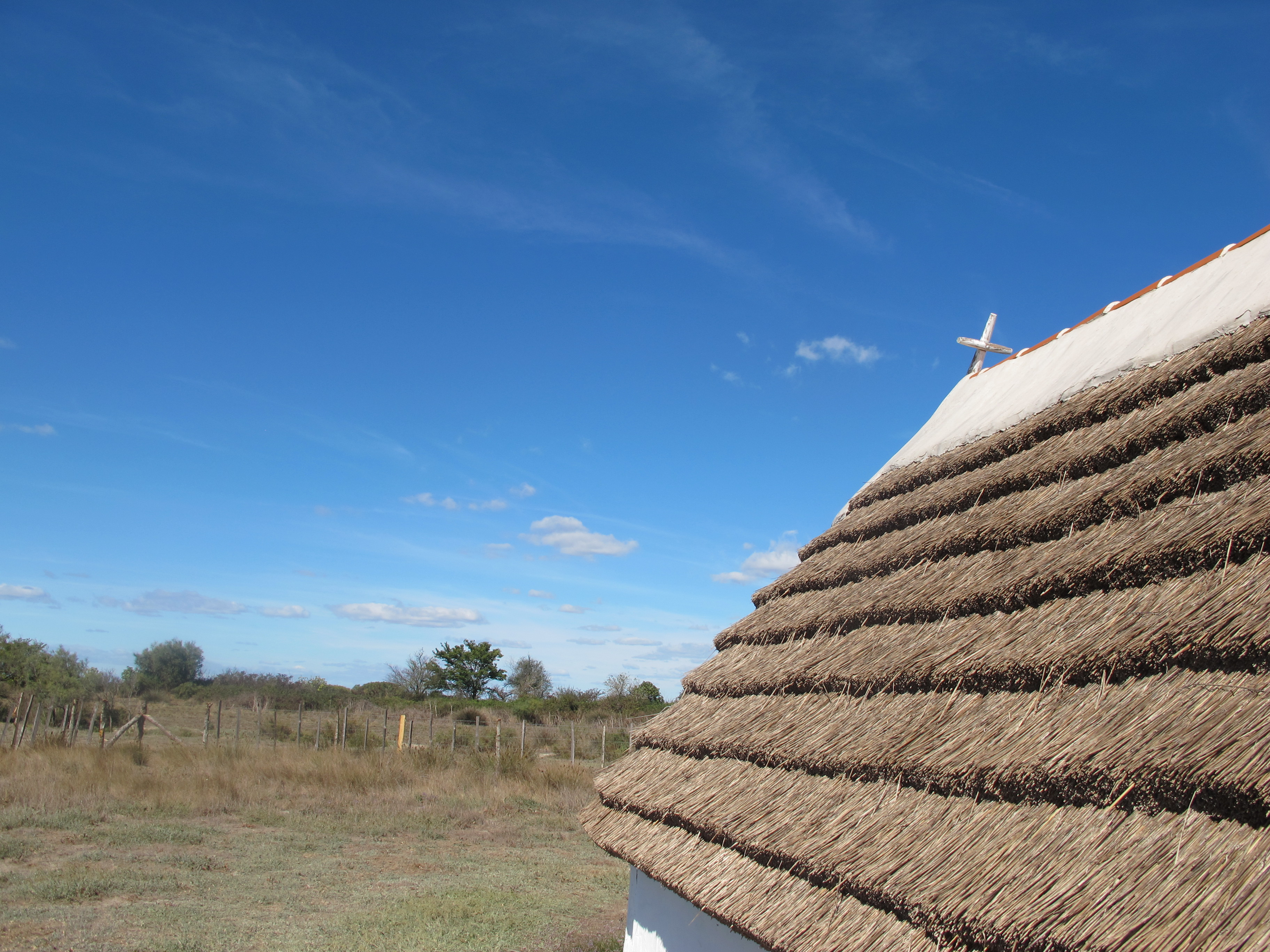
Cabane du sentier d'interprétation au Mas du Pont de Rousty : le versant affiche huit rangées de manons de sagne, la plus haute rangée étant recouverte d'une chemise de mortier de chaux sous la file de tuiles faîtières.

La couverture est faite de rangées de javelles (manoun ou manon) de roseau des marais (sagno ou sagne) posés sur des lattes (coundorso ou condorse). Pour obtenir une meilleure étanchéité, une rangée de tuiles canal scellées au mortier vient souvent coiffer le faîtage, et un enduit de mortier à la chaux (cacho-faio) est appliqué le long de ce dernier, formant une chemise (camiso) ou chape. Celle-ci a aussi comme avantages de réfléchir, par sa blancheur, les rayons du soleil, de protéger du vent le sommet de la toiture en le caparaçonnant et de réduire les risques d'incendie liés à la présence du conduit de cheminée.
Les ouvertures sont étroites, et il n'y a pas de fenêtre au nord. L'entrée est toujours en pignon. La porte en est en bois. Une toile contre le soleil et les moustiques est suspendue au-dessus du linteau en été. Lorsque le pignon est en dur, une cheminée à hotte montante est adossée contre la paroi intérieure de celui-ci, et sous l'un des rampants, l'autre moitié du pignon étant prise par l'entrée. La souche de cheminée, généralement de section rectangulaire, dépasse toujours du rampant opposé à celui au-dessus de l'entrée.
La cabane s'allonge en fonction des besoins de l'habitant : soit pièce unique, l'occupant mangeant au mas, soit pièce à vivre et chambre. La chambre, séparée de la pièce principale, au mieux par une cloison, au pire par un simple rideau de tissu, occupe alors la partie arrondie ou culotte de l'édifice. Elle abrite un lit en forme de caisse, dit brèsso (fém.), sur lequel pose en guise de matelas un sac à sel de 50 kilos rempli d'herbes sèches, dites baunco. La pièce à vivre, pour sa part, est meublée simplement : une table, deux bancs, quelques étagères et coffres. En pignon, un auvent (laùpio, fém.), armature rudimentaire coiffée de sagne, complétée par une table et un banc en bois, sert aux tâches ménagères (préparation de la cuisine, vaisselle).
Le sol de la cabane est en terre battue ou en béton de terre (bétun), mélange de mortier de chaux et d'agrégats roulés.
Devant certaines cabanes des années 1950-1960, se dresse un poteau muni d'échelons, appelé escalassoun (échelier ), auquel le gardian est censé monter pour surveiller son troupeau. L'origine de cette fable est le dispositif observé avant 1925 au lieu-dit Le Cardinal, terrain de l'Esquinau, par l'ethnologue camarguais Carle Naudot : le mât d'un navire naufragé sur la côte de Faraman, non pas planté en terre, mais appuyé sur un grand peuplier blanc.
Il n'existe plus aujourd'hui d'anciennes cabanes de gardians en dehors de celle qui a été remontée au museon Arlaten d'Arles (Bouches-du-Rhône). Aux Saintes-Maries-de-la-Mer, les cabanes des gardians du mas de l'Amarée, popularisées par les cartes postales de la première moitié du XXe siècle, ont été rasées. De même, celles du mas du Simbèu, construites vers 1930, ont été détruites une douzaine d'années plus tard par l'armée allemande.

### Cabanes du front de mer aux Saintes-Maries-de-la-Mer
Les cabanes visibles actuellement aux Saintes-Maries-de-la-Mer sont des variantes modernisées des cabanes à pignon en dur de la fin du XIXe et du début du XXe siècle, en particulier la trentaine qui se dressent à la sortie ouest de la ville, entre le front de mer et l'étang des Launes, bâties par les derniers maîtres cabaniers dans les années 1950-1960 à l'initiative du maire de l'époque, Roger Delagnes.

Cabanes des années 1950
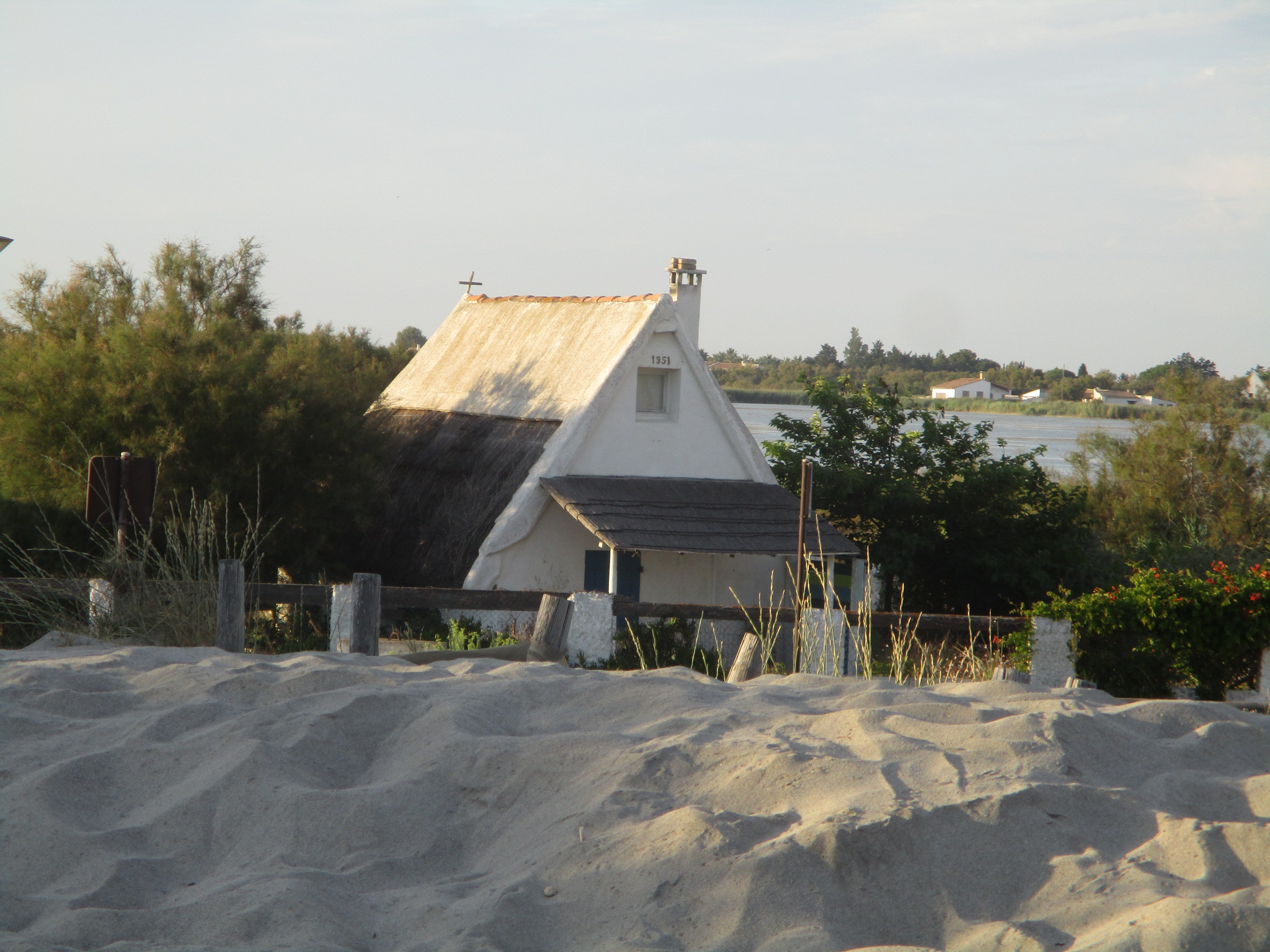
Cabane du front de mer construite en 1951.
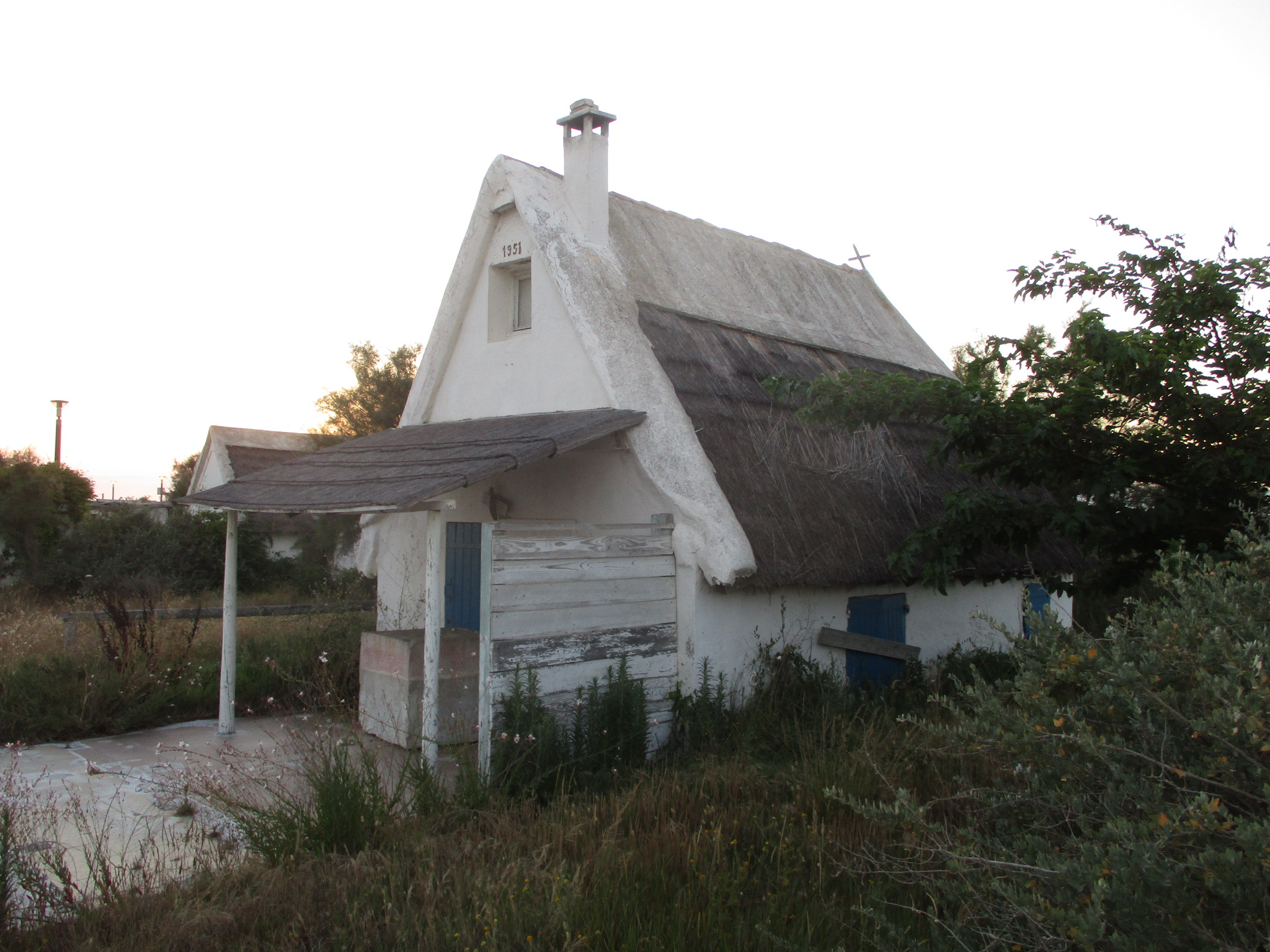
La même, promise à la démolition.
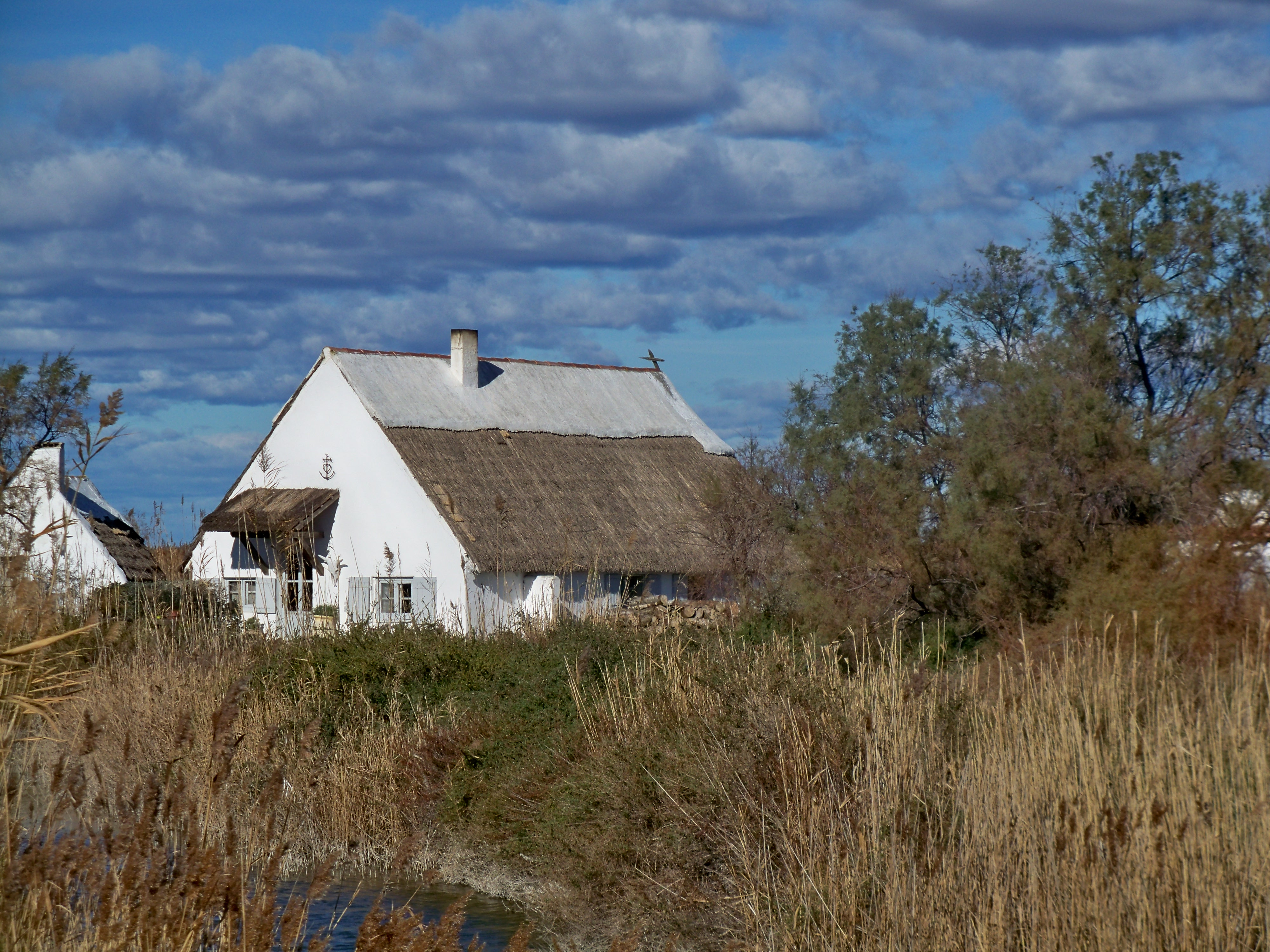
Auberge cavalière du mas de Cacharel et sa petite cabane.

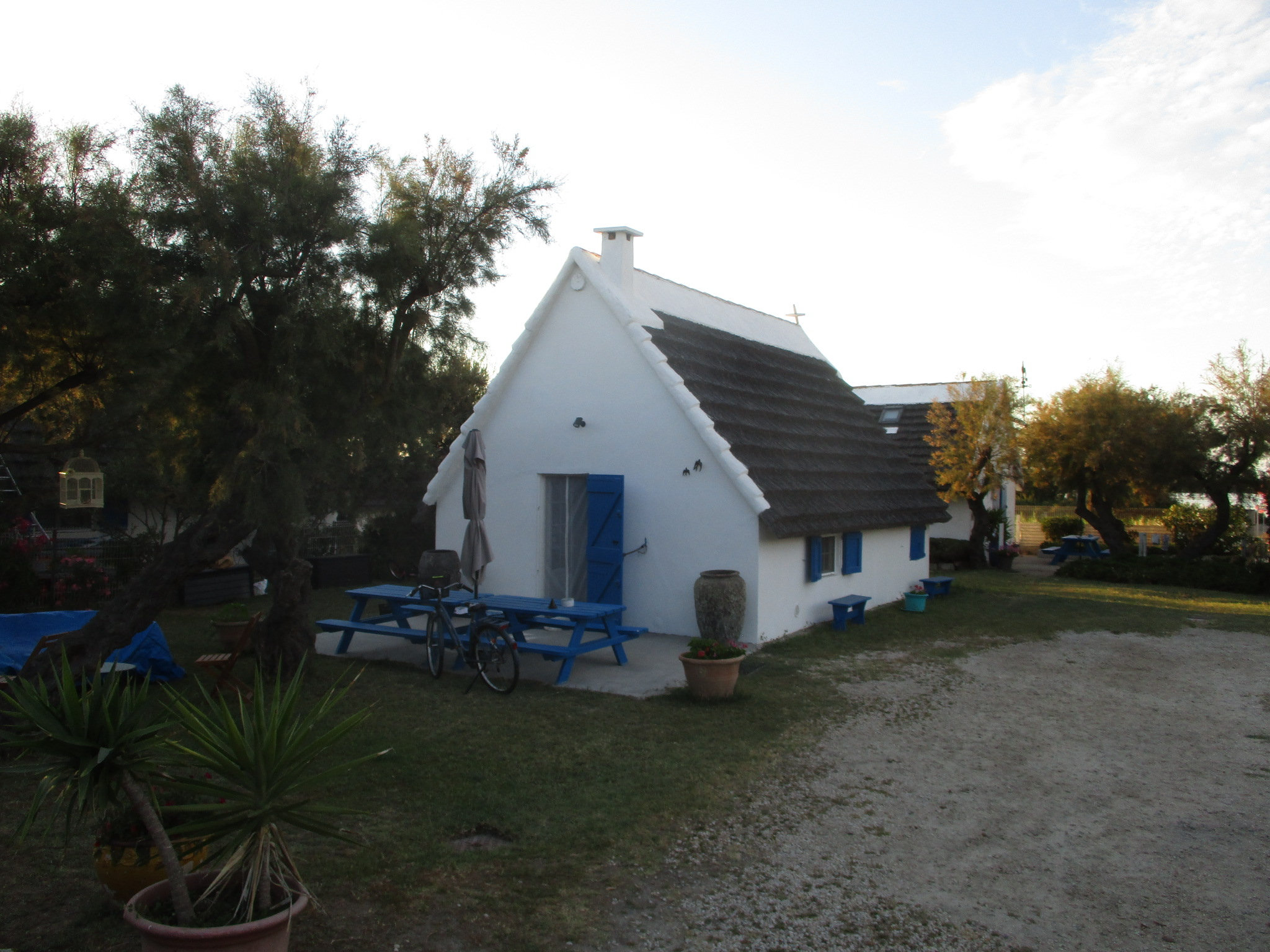
Pignon en dur, rampants saillants.
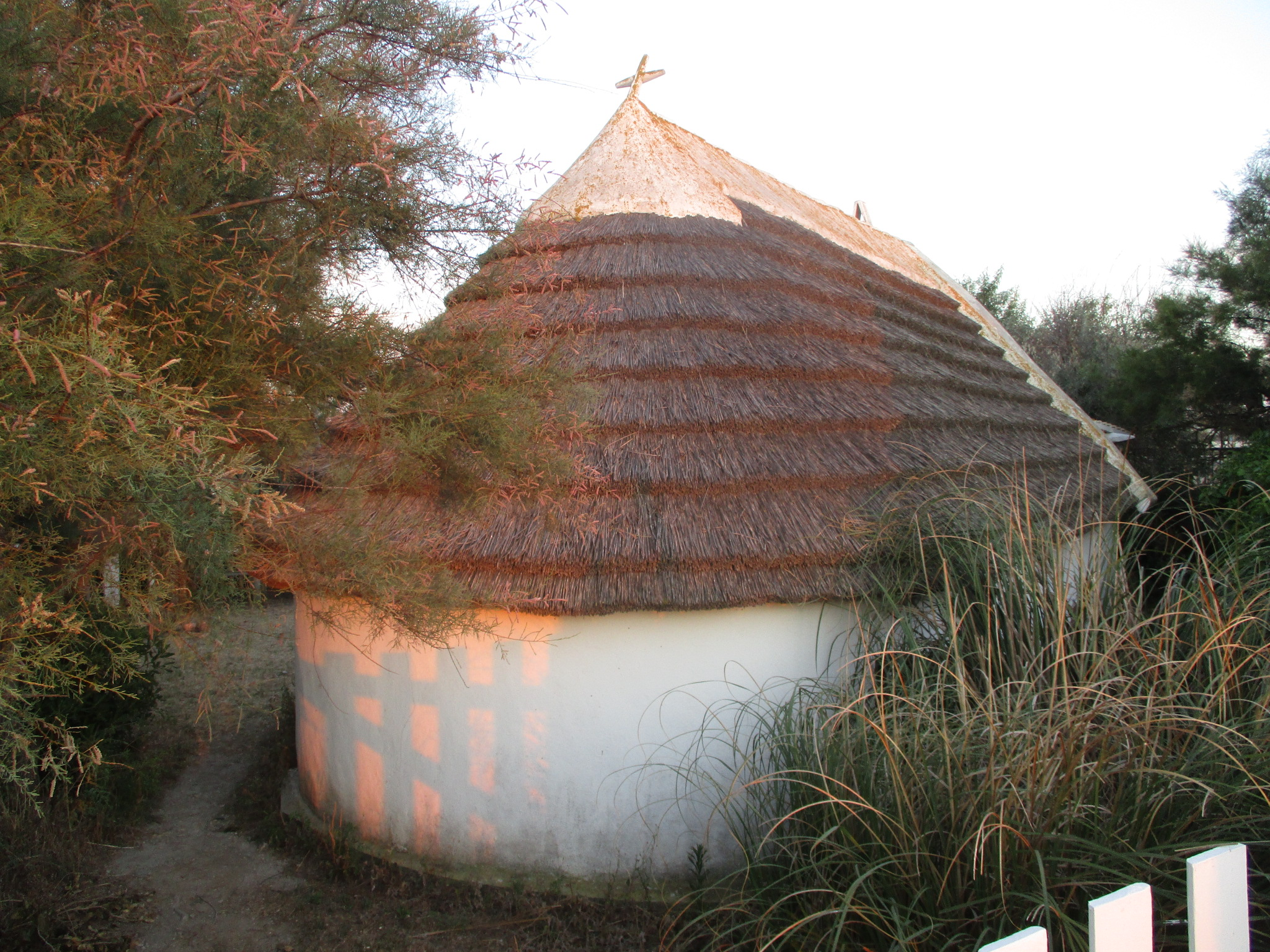
Abside et croupe.
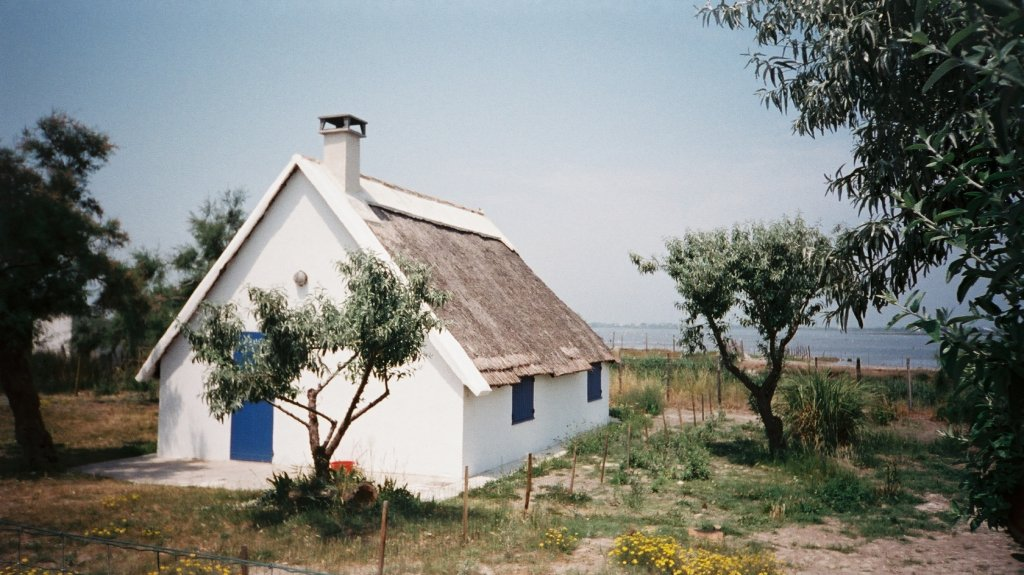
Cabane du Pont du Maure : pignon en dur, rampants saillants.

Construites en matériaux modernes (à l'exception du matériau de couverture), les cabanes du milieu du XXe siècle sont assises sur des fondations et la chemise de leur faîtage est réalisée en ciment sur du grillage. La structure porteuse est constituée non plus par des poteaux de fond placés dans l'axe du bâtiment, mais par des fermes triangulées reposant sur les murs gouttereaux. Si l'on ne peut plus parler d'« authenticité » ni de « respect des techniques anciennes » à leur sujet, ces cabanes modernes permettent toutefois à la forme et à l'image de la cabane de gardian de perdurer dans le paysage et les esprits.

Cabane camarguaise chapellisée à Salin-de-Giraud
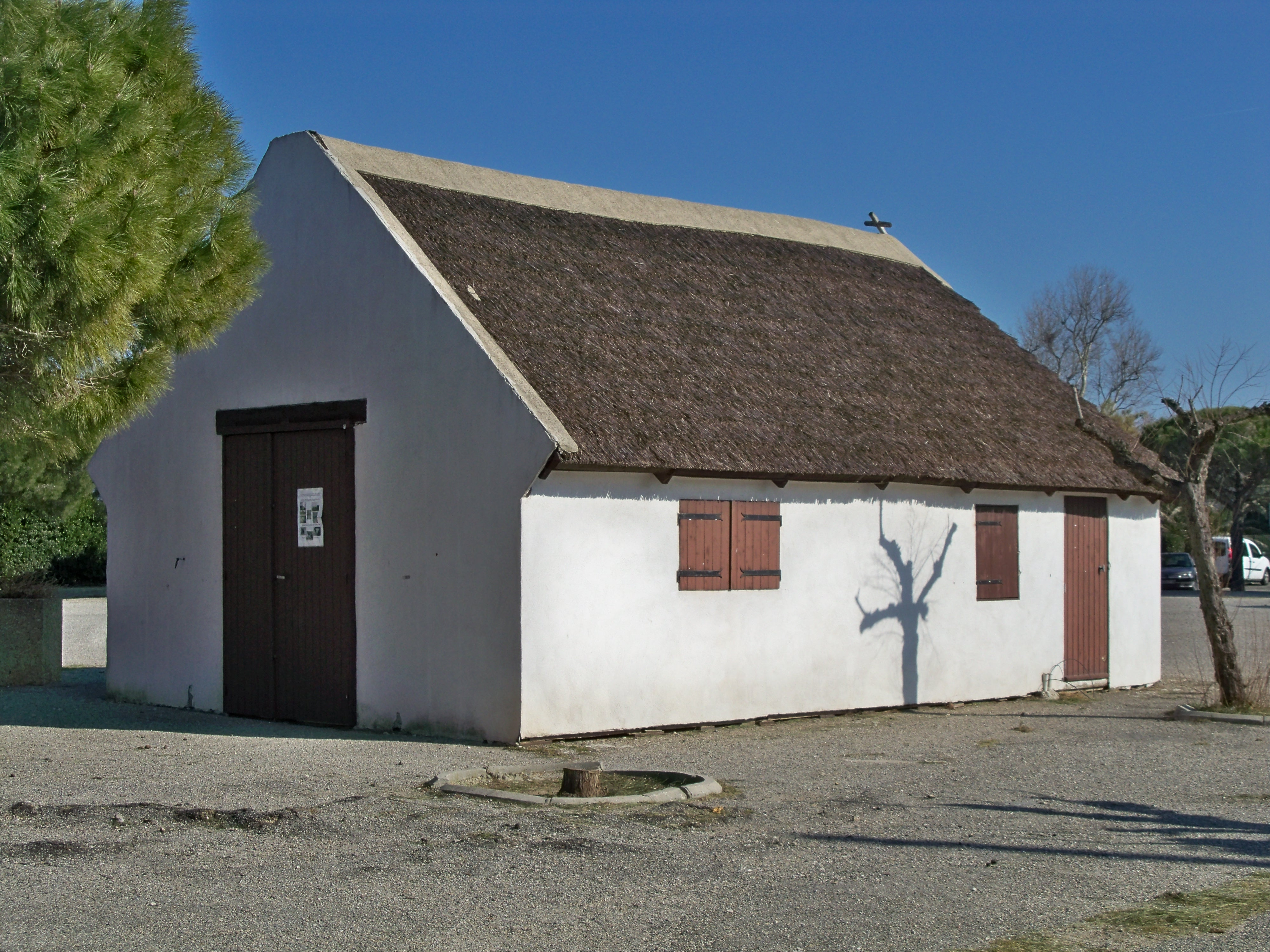
Pignon-façade maçonné aux rampants surhaussés.
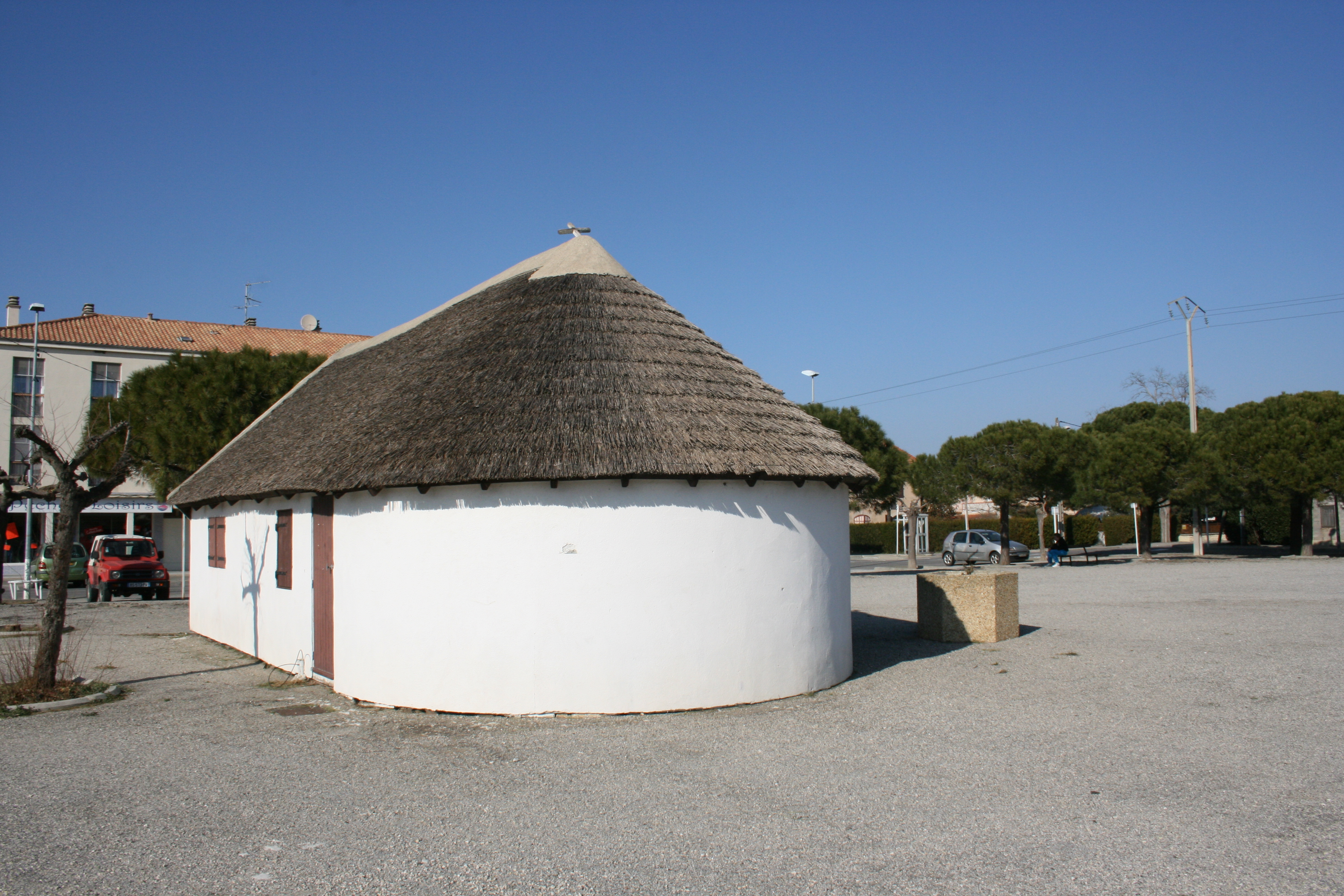
Arrière maçonné en abside sous croupe de roseau.
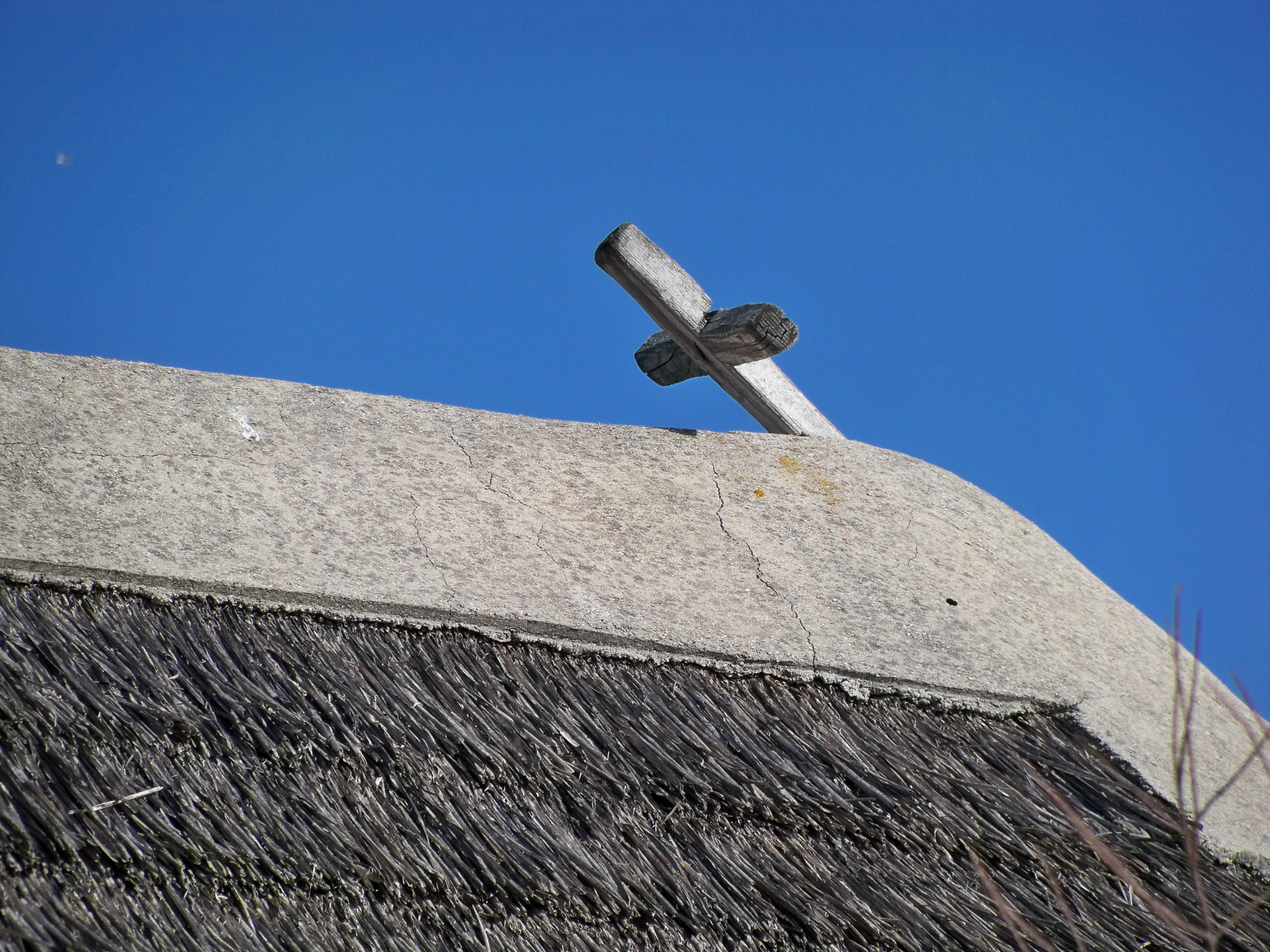
Croix coiffant le bout saillant du chevron central de l'abside.

### Architecture à la gardiane
Avec leurs murs en maçonnerie blanchis au lait de chaux, leur pignon aux rampants saillants, leurs larges baies (en pignon, sur les côtés et même parfois dans l'abside), et tout le confort moderne, certaines cabanes modernes servent de résidences secondaires, de gîtes, de chambres d'hôtel, de restaurants, etc., pour les amateurs de tourisme équestre et les vacanciers. Elles se caractérisent généralement par un « pignon en forme de losange », qui s'est généralisé entre 1950 et 1970 d'après la consultation des cartes postales : les rampants sont surhaussés par rapport aux versants de la toiture et terminés en bas par une sorte d'encorbellement au-dessus des angles pignon-gouttereau. Le cabanier laisse au pignon sa souche de cheminée, quoique factice, mais en l'intégrant, sous forme d'excroissance, à l'un des rampants. 

Maisons modernes de style cabane de gardian
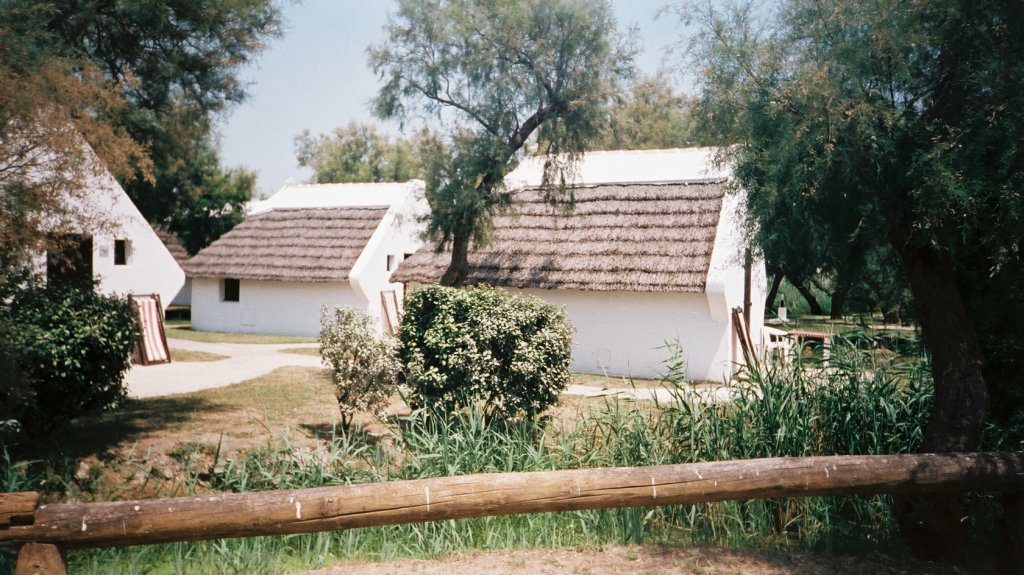
Cabanes hôtelières.
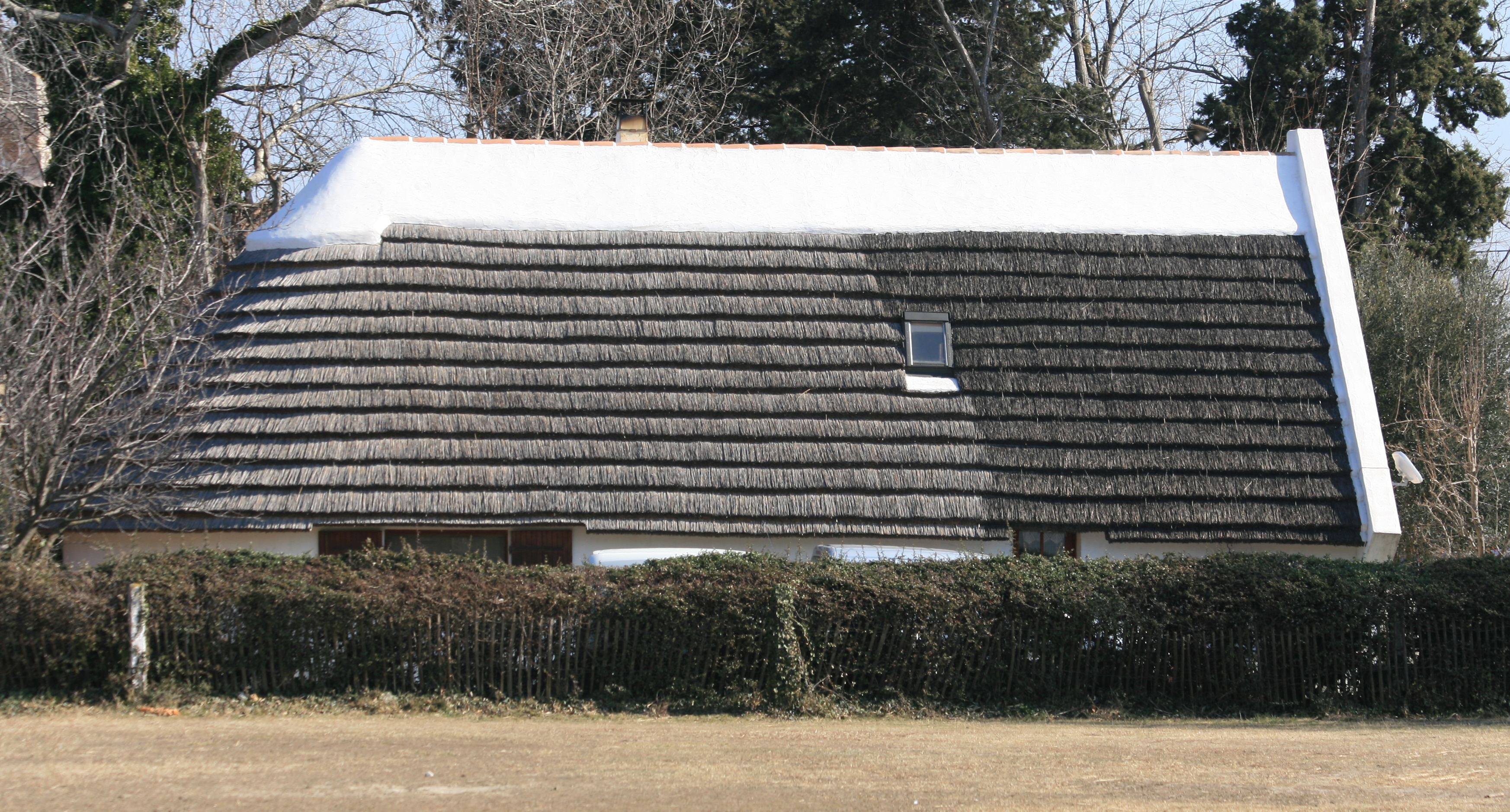
Maison à la gardiane.
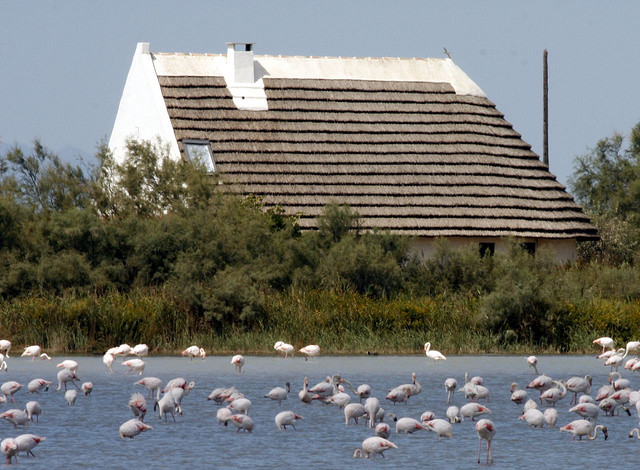

Le troisième quart du XXe siècle aura vu la floraison d'une « architecture gardiane », qui pastiche l'humble logement de la société rurale camarguaise, célébré par le marquis Folco de Baroncelli au début du XXe siècle, tout en faisant place à des aménagements modernes. Marque distinctive de la Camargue et des Saintes-Maries, elle aura permis aux cabaniers et à leurs techniques de couverture de perdurer. Mais en ce début du XXIe siècle, l'âge d'or de cette architecture semble bien révolu.

## Quelques musées
- Musée de la Camargue, d'Arles
- Museon Arlaten - musée de Provence, d'Arles

## En savoir plus